# Huntsville Blast
Die Huntsville Blast waren ein US-amerikanisches Eishockeyfranchise aus Huntsville, Alabama, das von 1993 bis 1994 in der East Coast Hockey League spielte. Ihre Heimspiele trugen die Blast im Von Braun Center aus.

## Geschichte
Das Franchise wurde im Jahr 1993 als Nachfolgeteam der nach Huntsville umgezogenen Roanoke Valley Rampage gegründet und nahm seinen Spielbetrieb in der East Coast Hockey League auf. Cheftrainer wurde der Kanadier Steve Gatzos, der während der Spielzeit jedoch durch den Italiener Victor Posa ersetzt wurde. In ihrer einzigen Saison qualifizierte sich die Mannschaft für die Play-offs, obwohl sie mit 20 Siegen und 39 Niederlagen in der regulären Saison eine negative Bilanz aufwies. In der ersten Runde unterlag die Mannschaft in drei Spielen gegen die Birmingham Bulls und schied aus dem Wettbewerb aus. Kurz darauf wurde das Franchise aufgelöst und nach Tallahassee, Florida, umgesiedelt. Als Nachfolgeteam entstanden dort die Tallahassee Tiger Sharks.

## Team-Rekorde

### Karriererekorde
Spiele: 68  Craig Herr und  Ken House
Tore: 41  Ken House
Assists: 65  Scott Burfoot
Punkte: 96  Scott Burfoot
Strafminuten: 350  Pat Cavanagh

## Ehemalige Spieler
- Steve Beadle
- Chris Belanger
- Pat Curcio
- Greg Geldart
- Rhys Hollyman